# Arrested Development (группа)
Arrested Development (Арре́стед Деве́лопмент) — американская альтернативная хип-хоп-группа. Была основана в Атланте в 1988 году рэпером Спичем и его лучшим другом Хэдлайнером, которые, будучи вдохновлёнными творчеством группы Public Enemy, хотели создавать песни, смотрящие на мир с позитивной, афроцентричной точки зрения.
Музыкальный веб-сайт AllMusic характеризует Arrested Development как «афроцентричную рэп-труппу, воспарившую к славе в начале 1990-х годов со [своей] осознающей себя частью [чёрного] сообщества музыкой и универсальными темами» и как «прогрессивный рэп-коллектив, сплавляющий [в свой музыке воедино] соул, блюз, хип-хоп и вдохновлённый группой Sly & the Family Stone фанк с политическими, социально-осознанными текстами».
Самый успешный альбом группы — первый, 3 Years, 5 Months & 2 Days in the Life Of... (1992). В США он был сертифицирован четырежды платиновым за продажи в более чем 4 миллионах экземпляров (к февралю 1995 года).
Тогда в 1992 году группа стала одним из самых больших успехов года. Критики были от неё в восторге. За этот год группа была отмечена двумя премиями «Грэмми» — в категориях «Лучший рэп-альбом» и «Лучший новый исполнитель», а журнал «Роллинг стоун» назвал её «Группой года».

## Дискография
- См. «Arrested Development (group) § Discography» в английском разделе.